# Бабинська сільська рада (Старосинявський район)
Ба́бинська сільська́ ра́да — адміністративно-територіальна одиниця та орган місцевого самоврядування у Старосинявському районі Хмельницької області. Адміністративний центр — село Бабине.

## Загальні відомості
Бабинська сільська рада утворена в 1925 році.
- Територія ради: 30 км²
- Населення ради: 892 особи (станом на 2001 рік)

## Населені пункти
Сільській раді були підпорядковані населені пункти:
- с. Бабине
- с. Дубова

## Склад ради
Рада складалася з 12 депутатів та голови.
- Голова ради: Сідорук Дмитро Миколайович
- Секретар ради: Холодняк Галина Гордіївна

### Керівний склад попередніх скликань
| Прізвище, ім'я, по батькові | Основні відомості                                                               | Дата обрання | Дата звільнення |
| --------------------------- | ------------------------------------------------------------------------------- | ------------ | --------------- |
| Сорока Віктор Вікторович    | Сільський голова, 1963 року народження                                          | 26.03.2006   | 18.03.2008      |
| Юркова Галина Іванівна      | Сільський голова, 1953 року народження, позапартійна                            | 30.11.2008   | 31.10.2010      |
| Сідорук Дмитро Миколайович  | Сільський голова, 1965 року народження, освіта середня спеціальна, безпартійний | 31.10.2010   |                 |

Примітка: таблиця складена за даними сайту Верховної Ради України

### Депутати
За результатами місцевих виборів 2010 року депутатами ради стали:

#### За суб'єктами висування
| Суб'єкт висування | Кількість обраних депутатів | %    |
| ----------------- | --------------------------- | ---- |
| Самовисування     | 7                           | 58,3 |
| Народна партія    | 4                           | 33,3 |
| Партія регіонів   | 1                           | 8,3  |

#### За округами
| № округу        | Прізвище, ім'я, по батькові | Дата визнання обраним | Освіта  | Партійна приналежність                        | Відомості про обраного депутата                        |
| --------------- | --------------------------- | --------------------- | ------- | --------------------------------------------- | ------------------------------------------------------ |
| Народна Партія  |                             |                       |         |                                               |                                                        |
| 3               | Сорока Надія Василівна      | 05.11.2010            | середня | член Народної партії                          | Бабинська сільська рада, секретар                      |
| 4               | Скрипник Ніна Вікторівна    | 05.11.2010            | середня | член Народної партії                          | магазин, продавець                                     |
| 10              | Сопрун Надія Сергіївна      | 05.11.2010            | середня | член Народної партії                          | фельдшерсько-акушерський пункт с. Дубова , завідувачка |
| 12              | Юркова Олена Миколаївна     | 05.11.2010            | середня | член Народної партії                          | тимчасово не працює                                    |
| Партія регіонів |                             |                       |         |                                               |                                                        |
| 7               | Шафінська Любов Сергіївна   | 05.11.2010            | середня | член Партії регіонів                          | Бабинський сільський клуб, завідувачка                 |
| Самовисування   |                             |                       |         |                                               |                                                        |
| 1               | Правук Надія Стратонівна    | 05.11.2010            | вища    | член Всеукраїнського об’єднання "Батьківщина" | Бабинська загальноосвітня школа, вчитель               |
| 2               | Коцупей Галина Петрович     | 05.11.2010            | середня | член Всеукраїнського об’єднання "Батьківщина" | тимчасово не працює                                    |
| 5               | Гевак Степан Сергійович     | 05.11.2010            | середня | позапартійний                                 | тимчасово не працює                                    |
| 6               | Холодняк Галина Гордіївна   | 05.11.2010            | середня | позапартійна                                  | тимчасово не працює                                    |
| 8               | Телендій Віктор Тимофієвич  | 05.11.2010            | середня | член Всеукраїнського об’єднання "Батьківщина" | тимчасово не працює                                    |
| 9               | Кузик Ганна Анатоліївна     | 05.11.2010            | середня | член Всеукраїнського об’єднання "Батьківщина" | тимчасово не працює                                    |
| 11              | Юзва Галина Василівна       | 05.11.2010            | середня | член Всеукраїнського об’єднання "Батьківщина" | тимчасово не працює                                    |

́